# Nantuates
Los nantuates (en latín, Nantuates) son uno de los cuatro pueblos celtas que habitaban en el Valais actual en el período final de La Tène, en la época de la invasión romana.
Este pueblo galo, vecino de los alóbroges se encontraba dentro de los límites de la que llamaban Provincia (Provenza) o Galia Narbonense. El nombre derivaría de la palabra celta nant que quiere decir "agua corriente". 
En el año 57 a. C. César envió contra los nantuates, veragros y sedunos a Servio Sulpicio Galba; estos pueblos vivían entre los límites de los alóbroges, el lago Lemán y el Ródano hasta las cimas de los Alpes. Los sedunos se sabe que vivían en la región de Sitten o Sion, y los veragros en Martigny, lo que permite situar a los nantuates en el Chablais, al sur del Leman. Una parte del pueblo puede que viviera en el bajo Valais. Situada en el Chablais valaisano actual, su oppidum era Tarnaiae, el actual Massongex, probablemente el centro religioso de todo el Valais. La ciudad parece dedicada al culto de Taranis.
Como las otras tres tribus de los Vallis poenina, los nantuates formaron una ciudad bajo la dominación romana, incorporada a la provincia de Recia Vindelicia. No fue hasta el reinado del emperador Claudio cuando fue reunido con las otras tres ciudades para formar la Civitas vallensis, formando ella sola la provincia de los Alpes Peninos.
El nombre de Nantuates significa en celta «habitantes del valle».